# Marie Antoinette (film, 2006)
Marie Antoinette är en amerikansk historisk film från 2006, om den franska drottningen Marie-Antoinettes liv. Den är regisserad av Sofia Coppola och titelrollen spelas av Kirsten Dunst.

## Handling
Den fjortonåriga Marie-Antoinette gifts bort med Ludvig XVI av Frankrike. Det förväntas att de ska få många barn, framförallt en pojke som kan efterträda sin far. När den nuvarande kungen Ludvig XV tragiskt avlider, tar hans sonson över.

## Om filmen
Filmen är baserad på Antonia Frasers biografi om Marie-Antoinette.
Milena Canonero vann en Oscar för bästa kostym. 
Musiken i Sofia Coppolas Marie Antoinette utgörs av modern musik. Popmusik från 1980-talet, som Siouxsie and the Banshees, Bow Wow Wow och Adam Ant, liksom nyare musik som till exempel The Strokes, Air och svenska The Radio Dept. spelas i filmen.

## Rollista i urval
- Kirsten Dunst – Marie-Antoinette
- Steve Coogan – ambassadör Mercy
- Judy Davis – grevinnan de Noailles
- Jason Schwartzman – kung Ludvig XVI
- Rip Torn – kung Ludvig XV
- Rose Byrne – hertiginnan de Polignac
- Asia Argento – Madame du Barry
- Molly Shannon – faster Victoire
- Shirley Henderson – faster Sophie
- Danny Huston – kejsar Josef II
- Marianne Faithfull – Maria Teresia
- Mary Nighy – prinsessan de Lamballe
- Sebastian Armesto – Louis, greve av Provence
- Jamie Dornan – greve Fersen
- Aurore Clément – hertiginnan de Char
- Guillaume Gallienne – greve de Vergennes
- James Lance – Léonard
- Al Weaver – greven av Artois
- Tom Hardy – Raumont